# Bernardinia fluminensis
Bernardinia fluminensis é uma espécie arbustiva, arbórea ou trepadeira de plantas com flor pertencente à família Connaraceae.
A autoridade científica da espécie é (Gardner) Planch., tendo sido publicada em Linnaea 23: 413. 1850.

## Brasil
Esta espécie terrícola é nativa e endémica do Brasil, podendo ser encontrada nas Regiões Norte, Nordeste e Sudeste. Em termos fitogeográficos pode ser encontrada nos domínios da Amazônia e da Mata Atlântica.